# Michael Thomas Ford
Michael Thomas Ford (nascido em 1969) é um autor gay norte-americano que se tem focado na publicação de literatura de temática gay. É sobretudo conhecido pela conjunto temático de obras "My Queer Life", composta por "Alec Baldwin Doesn't Love Me", "That's Mr. Faggot to You", "It's Not Mean If It's True", e "The Little Book of Neuroses".

## References
1. ↑  Guthmann, Edward (26 de setembro de 2000). «Seriously funny - gay author Michael Thomas Ford». The Advocate. Consultado em 22 de março de 2007